# Limnophora lalibuensis
Limnophora lalibuensis är en tvåvingeart som beskrevs av Shinonaga 2005. Limnophora lalibuensis ingår i släktet Limnophora och familjen husflugor. Inga underarter finns listade i Catalogue of Life.